# Wijnegem
Wijnegem este o comună din regiunea Flandra din Belgia. Suprafața totală a comunei este de 7,86 km². La 1 ianuarie 2008 comuna avea 8.886 locuitori. 
Wijnegem se învecinează cu comunele Schoten, Anvers, Schilde și Wommelgem.